# Конеру, Хампи
Конеру Хампи (телугу కోనేరు హంపీ; род. 31 марта 1987, Виджаявада, Андхра-Прадеш, Индия) — индийская шахматистка, гроссмейстер (2002). Чемпионка Азии (2003). Чемпионка мира по быстрым шахматам (2019, 2024).

## Карьера
Хампи Конеру начала заниматься шахматами в возрасте 5 лет.
Чемпионка мира среди девушек до 10 лет (1997), до 12 лет (1998), до 14 лет (2000), до 20 лет (2001).
В мае 2002 года на турнире в Будапеште стала самой молодой женщиной-гроссмейстером в истории шахмат (это достижение превзошла в 2008 году Хоу Ифань). 
В октябре 2007 года Конеру стала второй (после Юдит Полгар) женщиной в мире, рейтинг Эло которой превысил 2600 баллов.
Хампи Конеру — участница чемпионатов мира среди женщин 2006 и 2008 годов. В 2006 году она была выбита из борьбы во втором раунде. Двумя годами позже проиграла в полуфинале. Участвовала в серии Гран-при ФИДЕ среди женщин 2009—2010, в рамках которой стала победителем первого этапа.
На июль 2010 года имела 2-й рейтинг Эло среди женщин.
В 2011 году была претенденткой на звание чемпионки мира, но проиграла этот матч действующей чемпионке Хоу Ифань со счётом +0, –3, =5.
Заняла второе место на чемпионате мира по рапиду 2023.
Стала победительницей чемпионата мира по рапиду 2024 года.

## Изменения рейтинга
| График не отображается по техническим причинам. Чтобы исправить это, воспроизведите график в новом формате, если это возможно. |